# Britta Oppelt
Britta Oppelt (Berlín Este, RDA, 5 de julio de 1978) es una deportista alemana que compitió en remo.
Participó en tres Juegos Olímpicos de Verano, obteniendo en total tres medallas, plata en Atenas 2004 (doble scull), bronce en Pekín 2008 (cuatro scull) y plata en Londres 2012 (cuatro scull).
Ganó siete medallas en el Campeonato Mundial de Remo entre los años 2003 y 2013, y dos medallas en el Campeonato Europeo de Remo, en los años 2010 y 2013.

## Palmarés internacional
| Juegos Olímpicos   | Juegos Olímpicos            | Juegos Olímpicos  | Juegos Olímpicos |
| Año                | Lugar                       | Medalla           | Prueba           |
| ------------------ | --------------------------- | ----------------- | ---------------- |
| 2004               | Atenas (Grecia)             | Medalla de plata  | Doble scull      |
| 2008               | Pekín (China)               | Medalla de bronce | Cuatro scull     |
| 2012               | Londres (Reino Unido)       | Medalla de plata  | Cuatro scull     |
| Campeonato Mundial |                             |                   |                  |
| Año                | Lugar                       | Medalla           | Prueba           |
| 2003               | Milán (Italia)              | Medalla de plata  | Doble scull      |
| 2005               | Kaizu (Japón)               | Medalla de plata  | Cuatro scull     |
| 2006               | Eton (Reino Unido)          | Medalla de plata  | Doble scull      |
| 2007               | Múnich (Alemania)           | Medalla de plata  | Cuatro scull     |
| 2010               | Cambridge (Nueva Zelanda)   | Medalla de bronce | Cuatro scull     |
| 2011               | Bled (Eslovenia)            | Medalla de oro    | Cuatro scull     |
| 2013               | Chungju (Corea del Sur)     | Medalla de oro    | Cuatro scull     |
| Campeonato Europeo |                             |                   |                  |
| Año                | Lugar                       | Medalla           | Prueba           |
| 2010               | Montemor-o-Velho (Portugal) | Medalla de plata  | Cuatro scull     |
| 2013               | Sevilla (España)            | Medalla de oro    | Cuatro scull     |